# Museo della Misericordia (Portoferraio)
Il Museo della Misericordia si trova a Portoferraio sulla salita Napoleone I, accanto alla chiesa di San Cristino.

## Storia e descrizione
Raccoglie una serie di oggetti provenienti dalla chiesa e dalla confraternita, come il primo statuto del 1566, un antifonario del 1676, il calesse-lettiga dei primi del novecento, vesti dei confratelli e una Madonna col Bambino riferibile alla scuola di Tino di Camaino. 
Un secondo nucleo è legato alle memorie di Napoleone, come la maschera funeraria e il calco della mano derivati dal modello in cera del dottor Antonmarchi, la copia della cassa che trasportò il corpo dell'imperatore da Sant'Elena a Parigi (donata da Anatolio Demidoff) e la bandiera dell'Elba che Napoleone stesso ideò nel 1914.